# Moringhem
Moringhem (Nederlands: Moringem) is een gemeente in het Franse departement Pas-de-Calais (regio Hauts-de-France). De gemeente telt 447 inwoners (2005) en maakt deel uit van het arrondissement Sint-Omaars. 

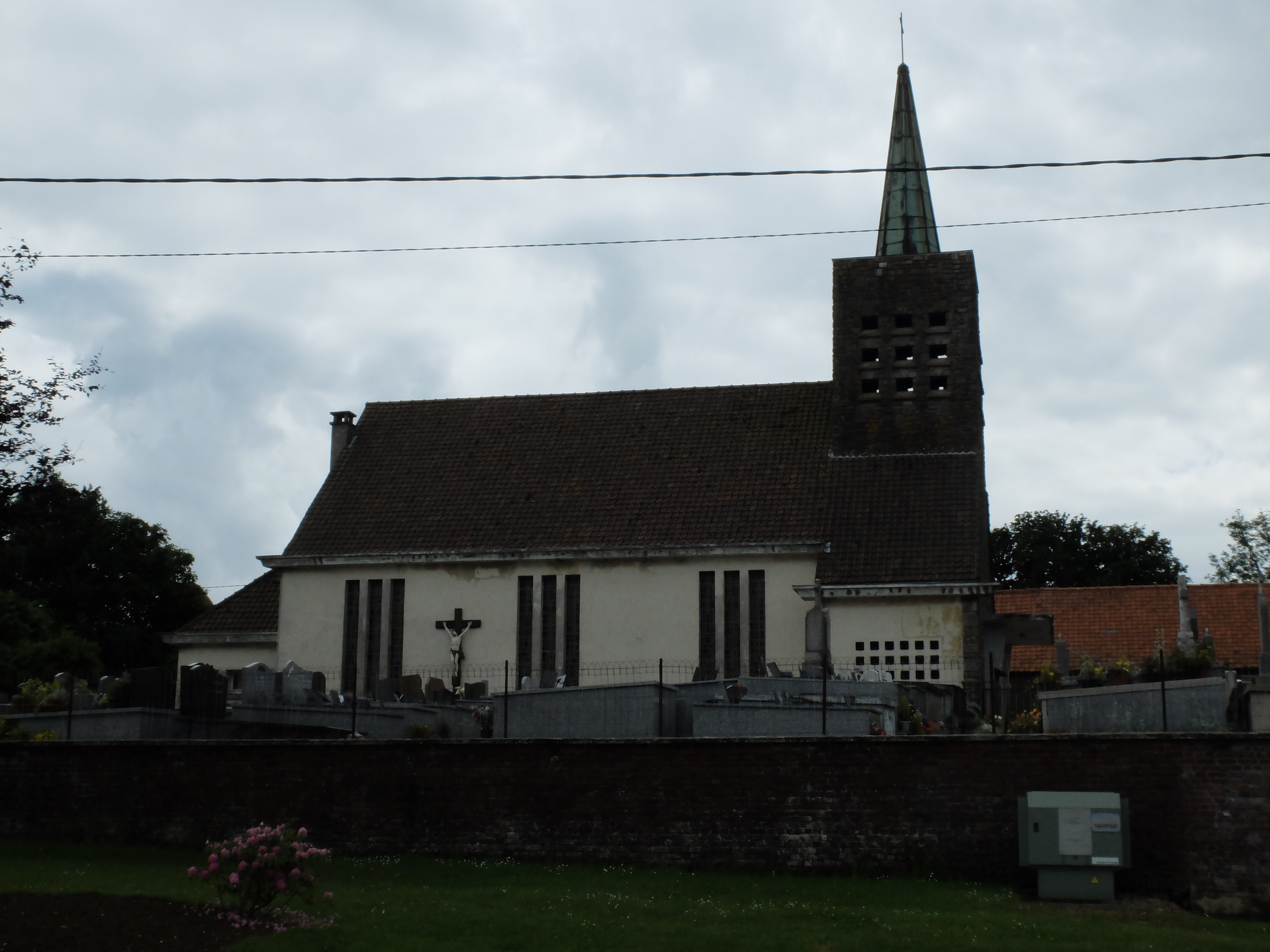
Église Saint-André

## Geschiedenis
Oude vermeldingen van de plaats dateren uit de 9de eeuw als Morninghem. Uit de 12de eeuw dateren vermeldingen als Morlinguehen en Morigehem. De kerk van Moringhem had Difques (Nederlands: Diffeke) als hulpkerk.
Op het eind van het ancien régime werd Moringhem een gemeente. In 1820 werd buurgemeente Difques (192 inwoners in 1806) opgeheven en aangehecht bij Moringhem (226 inwoners in 1806).

## Geografie
De oppervlakte van Moringhem bedraagt 10,0 km², de bevolkingsdichtheid is 44,7 inwoners per km². De dorpskern ligt centraal in de gemeente. In het noordoosten van de gemeente ligt het dorp Difques, bestaande uit de gehuchten Grand Difques en Petit Difques. In het zuiden ligt nog het gehucht Barbinghem en in het westen de gehuchten Guslinghem en Barlinghem.
De onderstaande kaart toont de ligging van Moringhem met de belangrijkste infrastructuur en aangrenzende gemeenten.

## Bezienswaardigheden
- De Église Saint-André
- Moulin Rivé, een windmolen

## Cultuur

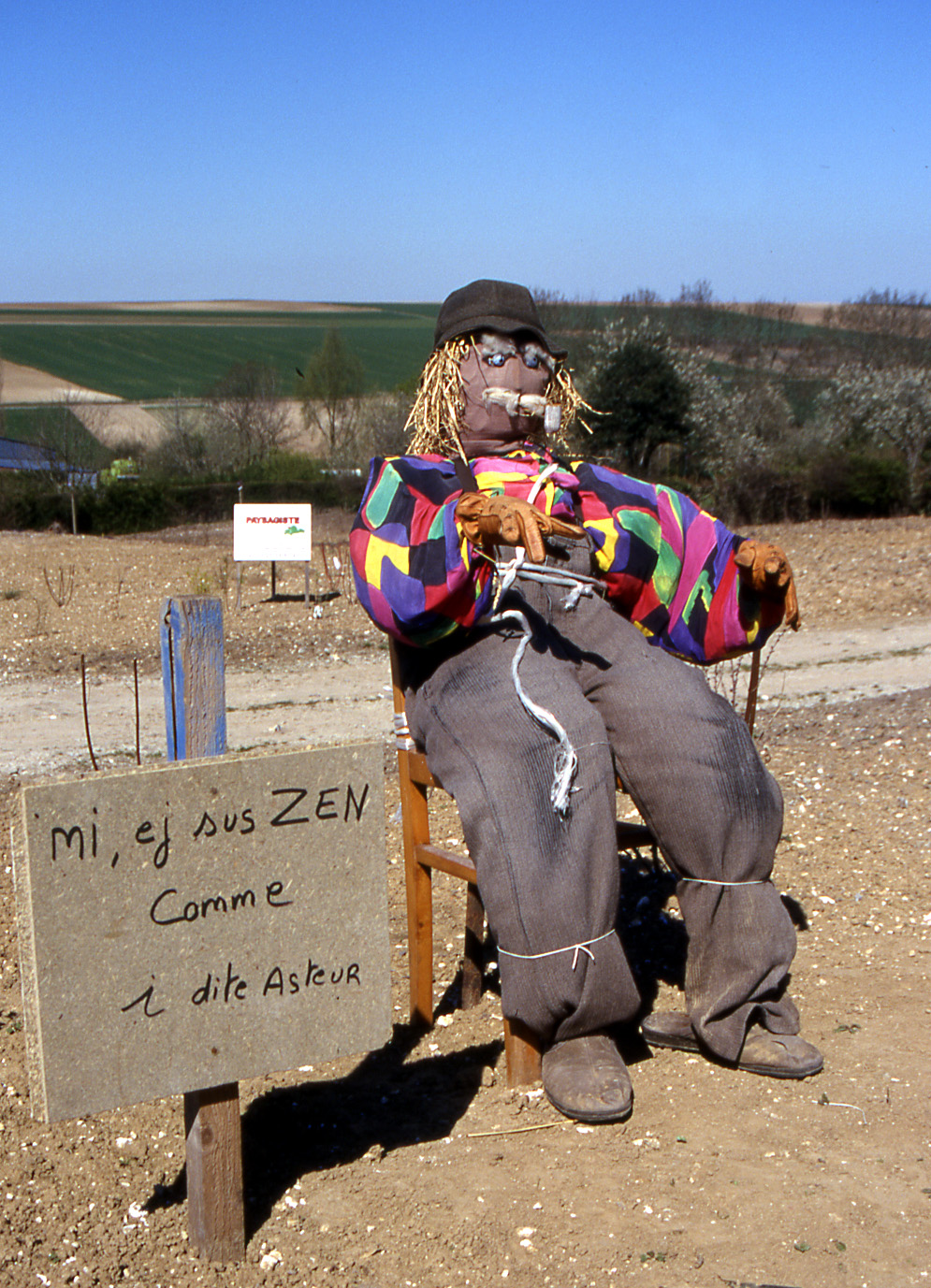
Een Epeutnaert

De gemeente kent een traditie van Epeutnaerts, een soort vogelverschrikkers die de inwoners zelf maken en jaarlijks in de maand april voor hun woning of elders in de gemeente plaatsen. Eind april worden deze Epeutnaerts dan volgens de traditie verbrand.

## Demografie
Onderstaande figuur toont het verloop van het inwonertal (bron: INSEE-tellingen).

## Verkeer en vervoer
Door de gemeente loopt de autosnelweg A26/E15, die hier weliswaar geen op- en afrit heeft.